# Penisola di Shimabara

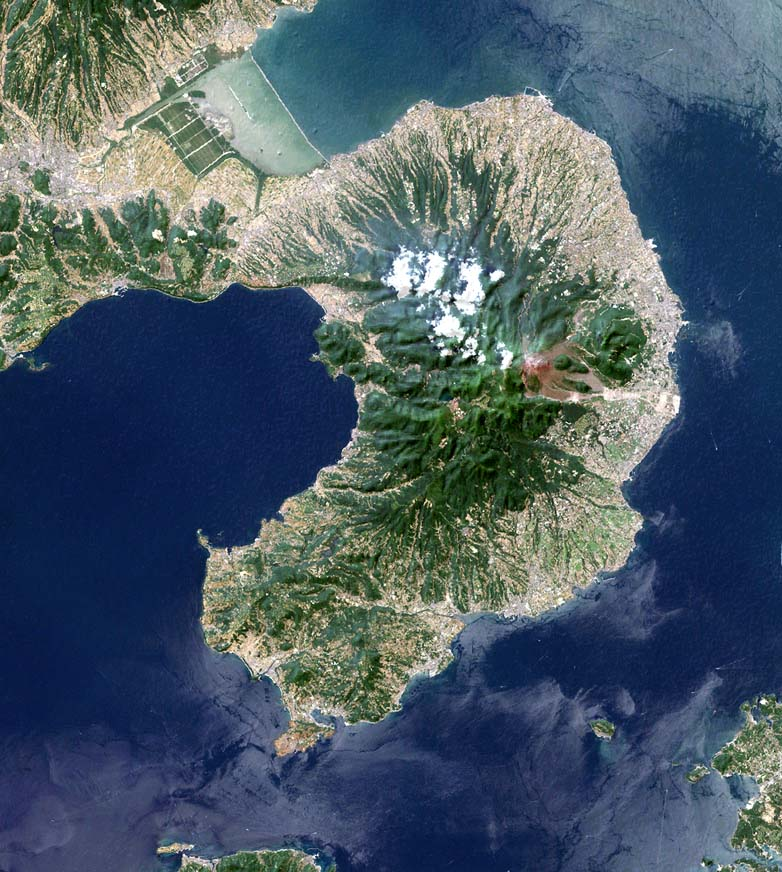
Foto satellitare della penisola di Shimabara

la penisola di Shimabara (島原半島, Shimabara-hantō)  è una penisola situata nella parte meridionale del Giappone.
Fa parte dell'isola di Kyūshū, da cui è separata da un istmo a nord-ovest, e si trova all'interno del Mar Ariake. Confina a est con la baia di Shimabara, a sud con il Mare di Amakusa, a ovest con la baia di Tachibana. Sulla penisola è presente il Monte Unzen, un duomo di lava attivo.
Dal punto di vista amministrativo, fa parte della prefettura di Nagasaki e sulla penisola sono presenti tre municipalità: Minami, Shimabara - la città da cui prende il nome, situata nella zona settentrionale della penisola -  e Unzen. 
La penisola è nota per essere stata la regione in cui scoppiò la rivolta di Shimabara (1637 - 1638), la rivolta di contadini e rōnin cattolici che insorsero contro lo Shogunato Tokugawa per la forte persecuzione religiosa nei confronti dei kirishitan (come si facevano chiamare i cattolici giapponesi). Gli insorti non avendo una tale forza militare da resistere alle truppe dello Shogun, si barricarono nel castello di Hara, ma furono sconfitti e poi massacrati dall'esercito dello shogunato, che rase al suolo il castello.